# Francis Burt (Politiker, 1918)
Sir Francis Theodore Page Burt (* 14. Juni 1918; † 8. September 2004) war ein australischer Jurist und Politiker. Er war von 1977 bis 1988 oberster Richter in Western Australia und von 1990 bis 1993 Gouverneur dieses Bundesstaats.

## Leben
Burt besuchte die Guildford Grammar School und studierte später an der University of Western Australia. Während des Zweiten Weltkrieges diente er in der Marine und Luftwaffe der australischen Streitkräfte, der Royal Australian Navy und der Royal Australian Air Force. Im Jahr 1941 wurde Burt von der Kammer als Richter zugelassen und arbeitete fortan in diesem Beruf.

## Politik
Burt wurde im Jahr 1969 zum Richter am Supreme Court in Western Australia berufen. Diese Position behielt er bis 1977, als er zum obersten Richter des Supreme Courts ernannt wurde, eine Stelle, die er bis 1988 behielt, als er zurücktrat. Ebenfalls seit 1977 war er Vizegouverneur des Bundesstaates Western Australia. Nach dem Tod des Gouverneuren Gordon Reid am 26. Oktober 1989 wurde Burt als Nachfolger bestimmt, was er ab 1990 tatsächlich war. Erst im Jahr 1993 verließ er auch dieses Amt. Als er 2004 starb, bekam er ein Staatsbegräbnis.